# Werkstattsteuerung
Der Begriff Werkstattsteuerung (engl.: Shop floor control) wird sehr branchenspezifisch im Bereich der Produktionsplanung und -steuerung verwendet. Werkstattsteuerung dient der dynamischen, flexiblen und Ressourcen schonenden Feinsteuerung der Produktion. Im Detail bedeutet dies minutengenaue Terminierung der Produktionsprozesse, permanente Transparenz in der Fertigung und optimale Auslastung der Kapazitäten.
Zielsetzungen:
- 100 % Termintreue, Liefertreue
- hohe Kapazitätsauslastung (optimierte Maschinenlaufzeiten)
- weniger ungeplante Anlagenstillstände
- konsequentes Maschinendatenmanagement
- kurze Durchlaufzeiten in der Fertigung (niedriger Umlaufbestand)
- niedrige Lagerbestände
- papierlose Fertigung
- intelligenter Informationsfluss
- gesicherte und dokumentierte Qualität – durch Tracking und Tracing

Damit Werkstattsteuerungsysteme diese Ziele erfüllen können, müssen sie folgende Daten kontinuierlich
erfassen und auswerten:
- Betriebsdaten → Betriebsdatenerfassung
- Maschinendaten → Maschinendatenerfassung
- Prozessdaten → Prozessdatenverarbeitung
- Produktionsdaten
- Qualitätsdaten
- Arbeitszeitdaten

Dazu benötigt das Werkstattsteuerungsystem eine Verbindung zur ERP-Ebene (Enterprise Resource Planning) und dem einzelnen Fertigungsprozess auf der jeweiligen Maschine in der Produktion. Für diese Integration auf Maschinenebene empfiehlt sich die zentrale Erfassung, Auswertung und Steuerung durch ein MES (Manufacturing Execution System).